# Pseudoclodia
Pseudoclodia es un género de escarabajos longicornios de la tribu Acanthocinini.

## Especies
- Pseudoclodia bimaculata (Aurivillius, 1927)
- Pseudoclodia guttata (Aurivillius, 1927)
- Pseudoclodia lateralis (Aurivillius, 1927)
- Pseudoclodia mediomaculata Breuning & Villiers, 1983